# سكيب بايلس
سكيب بايلس (بالإنجليزية: Skip Bayless)‏ هو مؤلف ومشاهير أمريكي، ولد في 4 ديسمبر 1951 في أوكلاهوما سيتي في الولايات المتحدة.

## وصلات خارجية
- سكيب بايلس على موقع IMDb (الإنجليزية)
- سكيب بايلس على موقع قاعدة بيانات الفيلم (الإنجليزية)